# Bernhard Brink
Bernhard Brink, né le 17 mai 1952 à Nordhorn, est un chanteur et animateur de télévision allemand.

## Biographie
Fils d'un architecte, il s'installe à Berlin au début des années 1970 pour faire des études de droit. En fait, il se consacre à la musique. Il signe son contrat avec Hansa Records puis se marie.
Entre 1974 et 1981, il place douze singles dans les meilleures ventes allemandes. Son plus grand succès est Liebe auf Zeit, une version chantée de Le Rêve, un titre mélodique du guitariste Ricky King. La plupart de ces titres sont des adaptations de chansons anglophones. Comme Peter Orloff, ils sont souvent écrits à l'origine par Nicky Chinn et Mike Chapman.
Dans les années 1980, le schlager allemand ne devient plus à la mode, Brink va à plusieurs reprises dans des maisons de disques de plus en plus petites. Au milieu de ces années, il retrouve un peu de popularité, sans vendre plus de disques. En 1987, il participe à l'ensemble vocal Wir für Euch qui sort l'album Insel der Liebe. Six fois (1979, 1984, 1987, 1988, 1992 et 2002), il se présente pour représenter l'Allemagne au Concours Eurovision de la chanson, sans jamais réussir. En 2002, il faut un duo avec Ireen Sheer. De 1989 à 1991, il écrit et produit Matthias Reim.
Au cours des années 1990, Brink est animateur de télévision, il présente des émissions comme Das Deutsche Schlager-Magazin ou Schlager des Jahres. Il gagne en notoriété et signe de nouveaux contrats. En 1991, il finit deuxième du Deutsches Song-Festival derrière Nicole.
En 2009, il fait une apparition dans le film Horst Schlämmer – Isch kandidiere!. En 2014, il participe à la version allemande de Danse avec les stars en compagnie de la danseuse Sarah Latton.

## Source de la traduction
- (de) Cet article est partiellement ou en totalité issu de l’article de Wikipédia en allemand intitulé « Bernhard Brink » (voir la liste des auteurs).